# Torneio Elmo Serejo de 1976
O Torneio Elmo Serejo  ou Taça Prefeito do Distrito Federal foi um torneio de caráter amistoso, realizado em Brasília, Distrito Federal em 1976.

## Jogos
- 05 de fevereiro de 1976

 Flamengo 2 X 1  CEUB
- 07 de fevereiro de 1976

 Flamengo 2 X 1  Brasília

## Campeão
| Torneio Elmo Serejo de 1976 |
| --------------------------- |
| Flamengo Campeão            |